# Изузетно велики телескопи
Изузетно велики телескопи (ИВТ; енгл. Extremely large telescopes) су класа земаљских телескопа са главним огледалом пречника више од 20 м, намењених за посматрање у ултраљубичастим, видљивим и блиским инфрацрвеним таласним дужинама. Телескопи за друге таласне дужине могу бити много већи: на пример, совјетски радио-телескоп РТ-70 има пречник од 70 м. Међу многим предвиђеним могућностима, изузетно велики телескопи требало би да повећају шансу за проналажење земљоликих планета око других звезда.
До сада није изграђен ниједан ИВТ. Највећи оптички телескоп (почетком 2010. године) је Велики Канарски телескоп.
Важна карактеристика будућег ИВТ-а је употреба сегментираних огледала, активне и адаптивне оптике.
Упркос чињеници да су ИВТ-ови прилично велики, њихов пречник (а самим тим и резолуција) је мањи од ефективног пречника највећих оптичких интерферометара (види, на пример, ВВТ). Међутим, површина површине, која сакупља светлост, премашује површину интерферометара, што је главна предност ИВТ-а.

## Списак телескопа
Само прва три у табели припадају класи ИВТ. На жутој позадини су други велики телескопи за поређење.
| # | Слика | Назив                                          | Пречник (м)                                             | Површина (м²) | Главно огледало               | Висина (м) | Година отварања | Напомене | Извори                    |
| - | ----- | ---------------------------------------------- | ------------------------------------------------------- | ------------- | ----------------------------- | ---------- | --------------- | --- | ------------------------- |
| 1 |       | Европски изузетно велики телескоп (ЕИВТ) енгл. | 39.3                                                    | 978           | 798 × 1.45 м шестерокутно f/1 | 3060       | 2025            | Највећа са финансирањем, изградња куполе на месту опсерваторије Серо Армазонес у пустињи Атакама (Чиле) и 24 сегмента главног огледала су спремни за полирање | [ 6 ] [ 7 ] [ 8 ]         |
| 2 |       | Тридесет-метарски телескоп (ТМТ) енгл.         | 30,0                                                    | 655           | 492 × 1.45 м шестерокутно f/1 | 4050       | 2027            | Одабрано је место у опсерваторији Мауна Кеа на истоименом хавајском вулкану. Суспендован од септембра 2019. због протеста                                     | [ 4 ] [ 9 ] [ 10 ] [ 11 ] |
| 3 |       | Гигантски Магеланов телескоп (ГМТ) енгл.       | 24,5                                                    | 368           | 7 × 8.4 м кружно f/0.71       | 2516       | 2029            | Радови на ископавањима на месту опсерваторије Лас Кампанас у пустињи Атакама (Чиле); 5 од 7 огледала је спремно                                               | [ 12 ] [ 5 ] [ 13 ]       |
| 4 |       | Велики бинокуларни телескоп (ВБТ) енгл.        | 11,8 (еквив. површина) 22,8 (еквив. граница детаљисања) | 111           | 2 × 8.4 м кружно              | 3221       | 2008            | Највећи бинокулар; највећа несегментирана огледала. Смештено на планини Грејам у Аризони                                                                      | [ 14 ]                    |
| 5 |       | Велики Канарски телескоп (ВКТ) шп.             | 10,4                                                    | 74            | 36 × 1.9 м шестерокутно       | 2275       | 2008            | Највеће огледало; потпуно у реду од 2009. године. Смештен у опсерваторији Рокуе де лос Мучачос на Канарским острвима                                          | [ 15 ]                    |

- Куполе ЕИВТ, ТМТ и ГМТ у поређењу са другим, познатим телескопима

## Буџет
Могуће цифре буџета су приближне и могу се променити током времена. Што се тиче трошкова изградње, саветује се да се процени цена џиновског телескопа користећи следећу једначину:
{\displaystyle cost\varpropto D^{2.7}}
| Назив                                    | Трошак (у USD) | У другој валути |
| ---------------------------------------- | -------------- | --------------- |
| Европски изузетно велики телескоп (ЕИВТ) | $1590 милиона  | €1300 милиона   |
| Тридесет-метарски телескоп (ТМТ)         | $1400 милиона  |                 |
| Гигантски Магеланов телескоп (ГМТ)       | $1000 милиона  |                 |
| Велики бинокуларни телескоп (ВБТ)        | $120 милиона   |                 |
| Велики Канарски телескоп (ВКТ)           | $148 милиона   | €130 милиона    |

## Пројекти
Било је неколико телескопа у различитим фазама пројектовања или изградње крајем 1990-их и почетком 2000-их. Само неки од њих су завршени.
У развоју:
- GMT: Гигантски Магеланов телескоп
- ELT: Европски изузетно велики телескоп (енгл. Extremely Large Telescope, енгл. ELT)
- TMT: Тридесет-метарски телескоп

Још увек у пројектовању (неки пројекти напуштени или спојени са другима):
- Giant Segmented Mirror Telescopes (GSMT)[16]: Гигантски телескоп са сегментираним огледалом, пројекат се спојио у Тридесет-метарски телескоп (TMT)
- OWL (енгл. Overwhelmingly Large Telescope): Надмоћно велики телескоп, пројекат телескопа од 60/100 метара, отказан.
- VLOT: Веома велики оптички телескоп
- EURO50: Европски педесет-метарски телескоп
- JELT: Јапански пројекат ИВТ
- CELT: Калифорнијски изузетно велики телескоп

## Референсе
1. ↑  Види наслов http://www.astro-opticon.org/fp5/skelcase.html Архивирано на веб-сајту  (24. март 2021) и одељак 1 https://web.archive.org/web/20050518164822/http://www.aao.gov.au/instrum/ELT/ELTroadmap040917.pdf
2. ↑  Радиотелескоп РТ-70
3. ↑  Jha, Alok (5. 8. 2006). „Extremely Large Telescope could reveal secrets of life, the universe and everything”. The Guardian.
4. 1 2  „Thirty Meter Telescope Construction Proposal” (PDF). TMT Observatory Corporation. 2007-09-12: 29. Архивирано из оригинала (PDF) 24. 03. 2016. г. Приступљено 2009-07-24.
5. 1 2  „Chapter 6: Optics”. GMT Conceptual Design Report. GMT Consortium. стр. 6—3. Архивирано из оригинала (PDF) 25. 05. 2011. г. Приступљено 2008-04-02.
6. ↑  „Groundbreaking for the E-ELT”. 19. 6. 2014.
7. ↑  Schilling, Govert (14. 6. 2011). „Europe Downscales Monster Telescope to Save Money”. Science Insider.
8. ↑  „The E-ELT in numbers”. Архивирано из оригинала 2009-08-21. г. Приступљено 2009-08-11.
9. ↑  Thirty Meter Telescope timeline page, TMT Observatory Project, Архивирано из оригинала 25. 09. 2010. г., Приступљено 2010-10-12
10. ↑  TMT Timeline, accessed February 11, 2018
11. ↑  „Hawaii top court approves controversial Thirty Meter Telescope”. BBC News. 31. 10. 2018.
12. ↑  „GMTO’S YEAR IN REVIEW”. www.gmto.org. 2019-12-12. Архивирано из оригинала 15. 07. 2021. г. Приступљено 18. 07. 2021.
13. ↑  Howell, Elizabeth (29. 12. 2014). „Giant telescope gets $20m funding boost as design takes shape”. Sen. Архивирано из оригинала 17. 07. 2021. г. Приступљено 18. 07. 2021.
14. ↑  „Large Binocular Telescope Achieves First Binocular Light” (Саопштење). Large Binocular Telescope Corporation. 2008-02-28. Архивирано из оригинала 2008-03-10. г.
15. ↑  „Giant Canary Islands telescope captures first light”. CBC News. 16. 7. 2007. Приступљено 24. 7. 2013.
16. ↑  (језик: енглески) „Building the Giant Segmented Mirror Telescopes”. Education & Public Engagement (US & Chile). Национална опсерваторија за оптичку астрономију. Архивирано из оригинала 04. 03. 2016. г. Приступљено 2014-04-17.